# Église Notre-Dame d'Arcis-le-Ponsart
Pour les articles homonymes, voir Église Notre-Dame.
L'église Notre-Dame d'Arcis-le-Ponsart  est une église romane construite au XIIe siècle, dédiée à Notre-Dame et située dans la Marne.

## Historique
L’église, d’architecture romane, date du XIIe siècle. Elle est classée aux monuments historiques en 1919 et a subi d'importants dégâts lors de la Première Guerre mondiale.

## Architecture
La nef romane était auparavant plafonnée. Elle a reçu ensuite une voûte d'ogives vers 1170. Le bas-côté gauche fut remanié au XVIe siècle. Elle a conservé sa tour romane à la croisée.